# Cauchy-integrálképlet
A Chauchy-integrálképlet a komplex analízis egyik alapvető kijelentése. Leggyengébb alakjában azt mondja ki, hogy egy holomorf függvény értékeit egy körlapon meghatározzák a kör kerületén felvett értékei. Egyik erős általánosítása a reziduumtétel. A tételnek több változata van.

## Körlapra

### Állítás
Ha {\displaystyle D\subseteq \mathbb {C} } nyílt, {\displaystyle f\colon D\to \mathbb {C} } holomorf, {\displaystyle a\in D} komplex szám, továbbá {\displaystyle U:=U_{r}(a)\subset D} relatív kompakt körlap {\displaystyle D}-ben, akkor minden {\displaystyle z\in U_{r}(a)} esetén, vagyis ha {\displaystyle z}-re teljesül, hogy {\displaystyle |z-a|<r}:
{\displaystyle f(z)={\frac {1}{2\pi \mathrm {i} }}\oint _{\partial U}{\frac {f(\zeta )}{\zeta -z}}\mathrm {d} \zeta }
ahol {\displaystyle \partial U} pozitív irányítású görbe, és {\displaystyle t\mapsto a+re^{\mathrm {i} t}} ahol {\displaystyle t\in [0,2\pi ]} {\displaystyle U} kerülete.

### Bizonyítás
Rögzített {\displaystyle z\in U} esetén definiáljuk a {\displaystyle g\colon U\to \mathbb {C} } függvényt mint  {\displaystyle w\mapsto {\tfrac {f(w)-f(z)}{w-z}}}, ahol {\displaystyle w\neq z} és {\displaystyle w\mapsto f'(z)} ha {\displaystyle w=z}. Ekkor {\displaystyle g} folytonos {\displaystyle U}-ban és holomorf {\displaystyle U\setminus \{z\}}-ben. A Cauchy-féle integráltétellel
{\displaystyle 0=\oint _{\partial U}g=\oint _{\partial U}{\frac {f(\zeta )}{\zeta -z}}\mathrm {d} \zeta -f(z)\oint _{\partial U}{\frac {\mathrm {d} \zeta }{\zeta -z}}}.
Most a {\displaystyle h\colon U\to \mathbb {C} }, {\displaystyle \textstyle w\mapsto \oint _{\partial U}{\tfrac {\mathrm {d} \zeta }{\zeta -w}}} függvény holomorf, és deriváltja {\displaystyle \textstyle h'(w)=\oint _{\partial U}{\frac {\mathrm {d} \zeta }{\left(\zeta -w\right)^{2}}}}, ami eltűnik, mivel az integrandusnak van primitív függvénye, mégpedig {\displaystyle \zeta \mapsto -{\tfrac {1}{\zeta -w}}}. Tehát {\displaystyle h} konstans, és mivel {\displaystyle h(a)=2\pi \mathrm {i} }, azért {\displaystyle h(z)=2\pi \mathrm {i} }.

## Következményei
Minden holomorf függvényre teljesül: egy körlap középpontjában felvett értéke a peremen felvett értékek középértéke:
{\displaystyle \zeta (t)=a+re^{\mathrm {i} t}\,,\ \mathrm {d} \zeta =\mathrm {i} re^{\mathrm {i} t}\mathrm {d} t}.
{\displaystyle f|_{U}(a)={\frac {1}{2\pi \mathrm {i} }}\oint _{\partial U}{\frac {f(\zeta )}{\zeta -a}}\mathrm {d} \zeta ={\frac {1}{2\pi \mathrm {i} }}\int _{0}^{2\pi }{\frac {f(a+re^{\mathrm {i} t})}{re^{\mathrm {i} t}}}\mathrm {i} re^{\mathrm {i} t}\,\mathrm {d} t={\frac {1}{2\pi }}\int _{0}^{2\pi }f(a+re^{\mathrm {i} t})\,\mathrm {d} t}
Minden holomorf függvény minden pontban tetszőlegesen sokszor komplex differenciálható, és minden deriváltja holomorf. Az integrálképlettel ez azt jelenti, hogy {\displaystyle |z-a|<r} és {\displaystyle n\in \mathbb {N} _{0}} esetén:
{\displaystyle f^{(n)}(z)={\frac {n!}{2\pi \mathrm {i} }}\oint _{\partial U}{\frac {f(\zeta )}{\left(\zeta -z\right)^{n+1}}}\mathrm {d} \zeta .}
A holomorf függvények hatványsorba fejthetők, a sorfejtés minden {\displaystyle |z-a|<r} komplex számra érvényes.
{\displaystyle f(z)=\sum \limits _{n=0}^{\infty }\left({\frac {1}{2\pi \mathrm {i} }}\oint _{\partial U}{\frac {f(\zeta )}{\left(\zeta -a\right)^{n+1}}}\mathrm {d} \zeta \right)(z-a)^{n}=\sum \limits _{n=0}^{\infty }a_{n}(z-a)^{n}.}
Az {\displaystyle f^{(n)}} függvényre alkalmazott integrálképlettel azonnal következik, hogy az {\displaystyle a_{n}} együtthatók pontosan a Taylor-sor együtthatói. Ha {\displaystyle |f(z)|\leq M} für {\displaystyle |z-a|<r\ \Leftrightarrow z\in U_{r}(a)}, akkor az együtthatók becsülhetők, mint:
{\displaystyle |a_{n}|\leq {\frac {M}{r^{n}}}}
A Liouville-tétel is egyszerűen belátható az integrálképlet felhasználásával, továbbá az algebra alaptételére is lehet következtetni. 
Kiszámíthatók integrálok is, például:
{\displaystyle \oint _{\partial U_{2}(0)}{\frac {e^{2\zeta }}{\left(\zeta +1\right)^{4}}}\mathrm {d} \zeta ={\frac {2\pi \mathrm {i} }{3!}}{\frac {\mathrm {d} ^{3}}{\mathrm {d} z^{3}}}e^{2z}|_{z=-1}={\frac {8\pi \mathrm {i} }{3e^{2}}}}

## A következmények bizonyítása
A Cauchy-integrálképletet parciálisan differenciáljuk, amiben a differenciálás és az integrálás felcserélhető:
{\displaystyle {\begin{aligned}f^{(n)}|_{U}(z)&={\frac {\partial ^{n}f}{\partial z^{n}}}|_{U}(z)={\frac {1}{2\pi \mathrm {i} }}{\frac {\partial ^{n}}{\partial z^{n}}}\oint _{\partial U}{\frac {f(\zeta )}{\zeta -z}}\mathrm {d} \zeta \\&={\frac {1}{2\pi \mathrm {i} }}\oint _{\partial U}f(\zeta )\underbrace {{\frac {\partial ^{n}}{\partial z^{n}}}{\frac {1}{\zeta -z}}} _{n!/(\zeta -z)^{1+n}}\mathrm {d} \zeta ={\frac {n!}{2\pi \mathrm {i} }}\oint _{\partial U}{\frac {f(\zeta )}{(\zeta -z)^{1+n}}}\mathrm {d} \zeta \end{aligned}}}
Az {\displaystyle {\frac {1}{\zeta -z}}} kifejtése a mértani sor segítségével a Cauchy-integrálképletbe:
{\displaystyle {\begin{aligned}f|_{U}(z)&={\frac {1}{2\pi \mathrm {i} }}\oint _{\partial U_{r}(a)}{\frac {f(\zeta )}{\zeta -z}}\mathrm {d} \zeta ={\frac {1}{2\pi \mathrm {i} }}\oint _{\partial U_{r}(a)}{\frac {f(\zeta )}{\zeta -a-(z-a)}}\mathrm {d} \zeta \\&={\frac {1}{2\pi \mathrm {i} }}\oint _{\partial U_{r}(a)}{\frac {f(\zeta )}{\zeta -a}}{\frac {1}{1-{\frac {z-a}{\zeta -a}}}}\mathrm {d} \zeta \,{\overset {|{\frac {z-a}{\zeta -a}}|<1}{=}}\,{\frac {1}{2\pi \mathrm {i} }}\oint _{\partial U_{r}(a)}{\frac {f(\zeta )}{\zeta -a}}\sum _{n=0}^{\infty }\left({\frac {z-a}{\zeta -a}}\right)^{n}\mathrm {d} \zeta \\&=\sum _{n=0}^{\infty }\underbrace {\left({\frac {1}{2\pi \mathrm {i} }}\oint _{\partial U_{r}(a)}{\frac {f(\zeta )}{(\zeta -a)^{n+1}}}\mathrm {d} \zeta \right)} _{a_{n}}(z-a)^{n}\end{aligned}}}
Mivel {\displaystyle |z-a|<|\zeta -a|=r} esetén a mértani sor egyenletesen konvergens, szabad tagonként integrálni, az összegzés és az integrál felcserélhető. A kifejtés együtthatói:
{\displaystyle {\begin{aligned}a_{n}&={\frac {1}{n!}}f^{(n)}|_{U}(a)={\frac {1}{2\pi \mathrm {i} }}\oint _{\partial U_{r}(a)}{\frac {f(\zeta )}{(\zeta -a)^{n+1}}}\mathrm {d} \zeta \\&={\frac {1}{2\pi \mathrm {i} }}\int _{0}^{2\pi }{\frac {f(a+re^{\mathrm {i} t})}{(re^{\mathrm {i} t})^{n+1}}}\mathrm {i} re^{\mathrm {i} t}\,\mathrm {d} t={\frac {1}{2\pi r^{n}}}\int _{0}^{2\pi }f(a+re^{\mathrm {i} t})e^{-\mathrm {i} nt}\,\mathrm {d} t\end{aligned}}}
Az együtthatókra teljesül a következő becslés: Legyen {\displaystyle M>0} olyan, hogy {\displaystyle |f(z)|\leq M} ha {\displaystyle |z-a|=r}! Ekkor {\displaystyle n\in \mathbb {N} _{0}} számokra:
{\displaystyle |a_{n}|=\left|{\frac {1}{2\pi r^{n}}}\int _{0}^{2\pi }f(a+re^{\mathrm {i} t})e^{-\mathrm {i} nt}\,\mathrm {d} t\right|\leq {\frac {1}{2\pi r^{n}}}\int _{0}^{2\pi }\underbrace {|f(a+re^{\mathrm {i} t})|} _{\leq M}\,\mathrm {d} t\leq {\frac {M}{r^{n}}}}
Ha {\displaystyle f} holomrf és korlátos a teljes {\displaystyle \mathbb {C} } síkon, tehát {\displaystyle |f(z)|=|\sum _{n=0}^{\infty }a_{n}z^{n}|\leq M} minden {\displaystyle z\in \mathbb {C} } komplex számra, akkor minden {\displaystyle r>0} valós számra:
{\displaystyle |a_{n}|\leq {\frac {M}{r^{n}}}}
Mivel {\displaystyle r} tetszőleges, azért {\displaystyle a_{n}=0} minden {\displaystyle n\in \mathbb {N} } esetén. Így az {\displaystyle f} korlátos volta miatt:
{\displaystyle f(z)=a_{0}}
Ez azt jelenti, hogy korlátos egészfüggvény konstans, ami éppen a Liouville-tétel.

## Körlapok direkt szorzatán
A magasabb dimenziós analízisben használják a körlapok direkt szorzatát is, aminek neve az angol alapján polilemeznek, a német alapján policilindernek vagy polihengernek magyarítható. 
Pontosabban, ha {\displaystyle \Delta (z,r)=\{w\in \mathbb {C} \mid |z-w|<r\}} nyílt körlap, akkor a {\displaystyle z=(z_{1},\dots ,z_{n})\in \mathbb {C} ^{n}} középpontú policilinder, aminek multirádiusza {\displaystyle r=(r_{1},\dots ,r_{n})}, megadható, mint
{\displaystyle \Delta (z_{1},r_{1})\times \dots \times \Delta (z_{n},r_{n})}
vagy ekvivalensen, 
{\displaystyle \{w=(w_{1},\dots ,w_{n})\in \mathbb {C} ^{n}\mid |z_{k}-w_{k}|<r_{k},\,k=1,\dots ,n\}.}
A policilinder az egydimenziós körlap általánosítása, de {\displaystyle n>1} esetén nem biholomorf a gömbbel. Ezt Poincaré látta be 1907-ben, amikor megmutatta, hogy a két halmaz automorfizmus- és Lie-csoportjainak dimenziói különbözőek.
A Cauchy-integrálképlet általánosítható magasabb dimenzióra. Legyenek {\displaystyle U_{1},\ldots ,U_{n}} körlapok a komplex síkon,  {\displaystyle \textstyle U:=\prod _{i=1}^{n}U_{i}} pedig a direkt szorzatuk. Legyen továbbá az  {\displaystyle f\colon U\to \mathbb {C} } függvény holomorf, és {\displaystyle \xi \in U} komplex pont! Ekkor az integrálképlet alakja:
{\displaystyle f(z_{1},\ldots ,z_{n})={\frac {1}{(2\pi i)^{n}}}\oint _{\partial U_{n}}\cdots \oint _{\partial U_{1}}{\frac {f(\xi _{1},\ldots ,\xi _{n})}{(\xi _{1}-z_{1})\cdots (\xi _{n}-z_{n})}}\mathrm {d} \xi _{1}\cdots \mathrm {d} \xi _{n}}
A holomorf függvények deriváltjaira magasabb dimenzióban is teljesül, hogy
{\displaystyle D^{k}f(z_{1},\ldots ,z_{n})={\frac {k!}{(2\pi i)^{n}}}\oint _{\partial U_{n}}\cdots \oint _{\partial U_{1}}{\frac {f(\xi _{1},\ldots ,\xi _{n})}{(\xi _{1}-z_{1})^{k_{1}+1}\cdots (\xi _{n}-z_{n})^{k_{n}+1}}}d\xi _{1}\cdots d\xi _{n}}
illetve
{\displaystyle \left|D^{k}f(z)\right|\leq {\frac {M\cdot k!}{r^{k}}},}
ahol {\displaystyle \textstyle M:=\max _{\xi \in U}|f(\xi )|} és {\displaystyle r=(r_{1},\ldots ,r_{n})} az {\displaystyle \textstyle U} policilinder sugara.  További általánosítás a Bochner-Martinelli-képlet.
Ennek bizonyítása nem végezhető el az egydimenziós esethez hasonlóan, mivel a Chauchy-integráltétel nem teljesül; viszont teljes indukció használható, amihez az egydimenziós eset szolgál kiindulópontként. A képlet multiindexekkel írható, mint 
{\displaystyle f(z)={\frac {1}{(2\pi i)^{n}}}\oint _{\partial U}{\frac {f(\xi )}{(\xi -z)}}\,\mathrm {d} \xi },
ahol {\displaystyle \partial U=\partial U_{1}\times \cdots \times \partial U_{n}}.

## Ciklusokra
A komplex analízisben egy lánc folytonos görbék egész együtthatós lineáris kombinációja, ahol a negatív előjel az irányítás megfordítását jelenti. Egy ciklus olyan lánc, amiben minden komplex szám ugyanannyiszor vég- mint kezdőpont; azaz zárt görbék alkotta lánc.
Legyen {\displaystyle D\subseteq \mathbb {C} } tartomány, {\displaystyle f\colon D\to \mathbb {C} } holomorf , és {\displaystyle \Gamma } nullholomorf ciklus {\displaystyle D}-ben. Ekkor minden {\displaystyle z\in D} esetén, ami nem pontja a {\displaystyle \Gamma } ciklusnak, teljesül, hogy:
{\displaystyle \operatorname {ind} _{\Gamma }(z)f(z)={\frac {1}{2\pi \mathrm {i} }}\int _{\Gamma }{\frac {f(\zeta )}{\zeta -z}}\mathrm {d} \zeta }
ahol {\displaystyle \operatorname {ind} _{\Gamma }(z)} {\displaystyle \Gamma } körülfordulási száma {\displaystyle z} körül.

## Fordítás
Ez a szócikk részben vagy egészben  a   Cauchysche Integralformel című német Wikipédia-szócikk fordításán alapul.  Az eredeti cikk szerkesztőit annak laptörténete sorolja fel. Ez a jelzés csupán a megfogalmazás eredetét és a szerzői jogokat jelzi, nem szolgál a cikkben szereplő információk forrásmegjelöléseként.
Ez a szócikk részben vagy egészben  a   Polyzylinder című német Wikipédia-szócikk fordításán alapul.  Az eredeti cikk szerkesztőit annak laptörténete sorolja fel. Ez a jelzés csupán a megfogalmazás eredetét és a szerzői jogokat jelzi, nem szolgál a cikkben szereplő információk forrásmegjelöléseként.